# Alice Adams (romanzo)
Alice Adams è un romanzo del 1921 dell'autore statunitense Newton Booth Tarkington, vincitore del Premio Pulitzer nel 1922.
Nel 1935 il regista George Stevens ne trasse il film Primo amore, con Katharine Hepburn e Fred Mac Murray.

## Trama
Alice Adams è una graziosa quanto ambiziosa fanciulla ventiduenne di famiglia borghese nella provincia americana dei "ruggenti" anni venti.
Vuole però elevarsi dal suo ambiente per inserirsi nell'alta società locale attraverso la vita mondana.
È infatti a un ballo che conosce Arthur Russell, un giovane bello e ricco di cui si innamora a prima vista.
Per conquistarlo si sente purtroppo costretta a costruire un castello di bugie che, durante una cena a casa della ragazza, finiranno inevitabilmente col venire alla luce ma per fortuna non impediranno ad Arthur di chiederla in sposa.